# キヨスミミツバツツジ
キヨスミミツバツツジ（清澄三葉躑躅、学名：Rhododendron kiyosumense）はツツジ科ツツジ属の落葉低木。別名、イワツツジ。

## 特徴
清澄山で発見されたので命名された。4月から5月上旬にかけて、紅紫色の花を咲かせる。房総半島と静岡県ではミツバツツジ、紀伊半島東部ではミツバツツジの変種のトサノミツバツツジと、分布が重なっている。花柄を触っても粘らない、各花芽に1輪の花が咲く点が、ミツバツツジと異なる。

## 分布と生育環境
房総半島、静岡県、紀伊半島東部に分かれて分布する。

## 画像

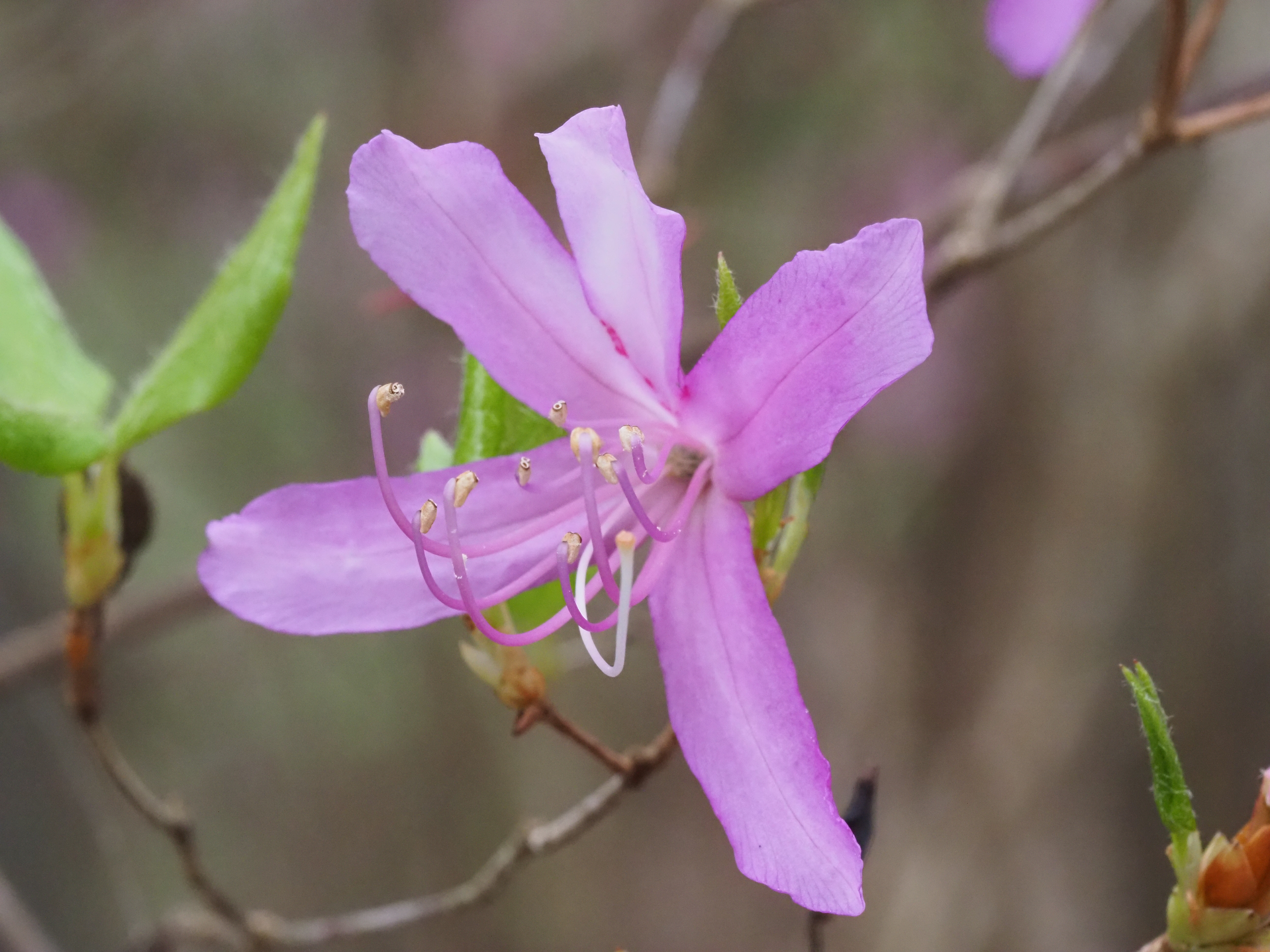
キヨスミミツバツツジの花